# Vilhelm 4. af Oranien
Vilhelm IV Carl Henrik Friso, fyrste af Oranien og Nassau, statholder af Forenede Nederlande (1. september 1711 – 22. oktober 1751) var arvestatholder fra 1747 til sin død. Han var født i Leeuwarden i nederlandsk Frisland.
Han var søn af Johan Vilhelm Friso af den frisiske gren af slægten Orange-Nassau og en efterkommer af Vilhelm den Tavse. Efter faderens død blev han i en alder af syv øverstbefalende for militæret i Frisland.
25. marts 1734 giftede han sig med Prinsesse Anne, datter af kong Georg 2. af Storbritannien.
Han var generaldirektør for Forenede Østindiske kompagni. 

## Børn og efterslægt
Prinsesse Anne og arvestatholder Vilhelm 4. fik fem børn, men det var kun to, der nåede at blive voksne:
- Caroline af Oranien-Nassau-Diez, gift med regerende fyrste Karl Christian af Nassau-Weilburg. Storhertug Adolf 1. af Luxembourg (regerede 1890 – 1905) var deres sønnesøns søn.
- Vilhelm 5. af Oranien, gift med Vilhelmine af Preussen (en søster til kong Frederik Vilhelm 2. af Preussen). Vilhelm 5. og Vilhelmine blev forældre til kong Vilhelm 1. af Nederlandene (også storhertug af Luxembourg i 1815 – 1840).

Prinsesse Anne og arvestatholder Vilhelm 4. er forfædre til samtlige storhertuger og regerende storhertuginder af Luxembourg siden 1815.